# Веллі-Гед (Західна Вірджинія)
Веллі-Гед (англ. Valley Head) — переписна місцевість (CDP) в США, в окрузі Рендолф штату Західна Вірджинія. Населення — 207 осіб (2020).

## Географія
Веллі-Гед розташоване за координатами 38°32′50″ пн. ш. 80°1′55″ зх. д. / 38.54722° пн. ш. 80.03194° зх. д. (38.547143, -80.031884).  За даними Бюро перепису населення США в 2010 році переписна місцевість мала площу 2,53 км², уся площа — суходіл.

## Демографія
Згідно з переписом 2010 року, у переписній місцевості мешкало 267 осіб у 124 домогосподарствах у складі 77 родин. Густота населення становила 106 осіб/км².  Було 166 помешкань (66/км²).
Расовий склад населення:
| - 100,0 % — білих |

До двох чи більше рас належало 0,0 %. Частка іспаномовних становила 0,0 % від усіх жителів.
За віковим діапазоном населення розподілялося таким чином: 15,7 % — особи молодші 18 років, 68,2 % — особи у віці 18—64 років, 16,1 % — особи у віці 65 років та старші. Медіана віку мешканця становила 44,5 року. На 100 осіб жіночої статі у переписній місцевості припадало 99,3 чоловіків;  на 100 жінок у віці від 18 років та старших — 102,7 чоловіків також старших 18 років.
За межею бідності перебувало 36,9 % осіб, у тому числі 0,0 % дітей у віці до 18 років та 44,4 % осіб у віці 65 років та старших.
Цивільне працевлаштоване населення становило 137 осіб. Основні галузі зайнятості: мистецтво, розваги та відпочинок — 48,2 %, виробництво — 19,7 %, сільське господарство, лісництво, риболовля — 8,8 %, освіта, охорона здоров'я та соціальна допомога — 8,0 %.